# Basciano
Basciano ist eine italienische Gemeinde mit 2314 Einwohnern (Stand 31. Dezember 2023) in der Provinz Teramo in den Abruzzen. Die Ortschaft ist Mitglied der Comunità Montana del Vomano, Fino e Piomba.

## Geografie
Zu den Ortsteilen (Fraktionen) zählen Sant’Agostino, Santa Maria, Zampitto, Tomolati, Feudo da Sole, Feudo da Borea, Pantane, Sbaragli, Villa Guidotti, Vallone, Pian Mulino, Villa Frio, Villa Ginestra, Villa Colle Portone, Madonna delle Grazie, Cretone und San Rustico.
Die Nachbargemeinden sind Castel Castagna, Colledara, Montorio al Vomano, Penna Sant’Andrea und Teramo.
Die Gemeinde liegt rund 15 Kilometer von der Provinzhauptstadt Teramo und 30 Kilometer von der Adriaküste entfernt.

## Geschichte
Das Gebiet der Gemeinde war seit der Bronzezeit bewohnt. Am Ufer des Flusses Vomano wurden die Reste einer Nekropole ausgegraben. Darin enthalten waren auch reichliche Beigaben in Bronze, Eisen und Messer. Bei weiteren Ausgrabungen wurde ein Teil der damaligen Siedlung ausgraben. Es wurden dabei Ruinen eines Tempels, Inschriften und Keramiken entdeckt.

## Bevölkerungsentwicklung
| Jahr      | 1861 | 1881 | 1901 | 1921 | 1936 | 1951 | 1971 | 1991 | 2001 | 2016 |
| Einwohner | 1618 | 1669 | 2105 | 2001 | 2374 | 2698 | 2031 | 2228 | 2381 | 2409 |

Quelle: ISTAT

## Sehenswürdigkeiten
Das als Gedenken für die gefallenen Soldaten in den beiden Weltkriegen errichtete Monument steht vor dem Gemeindehaus in Basciano. In Basciano stehen zudem mehrere Kirchen, die im 16. Jahrhundert erbaut wurden.